# Karl Sudhoff
Karl Sudhoff (Frankfurt am Main, 26 de novembro de 1853 – Salzwedel, 8 de outubro de 1938) foi um historiador alemão da medicina, que fundou o primeiro instituto de história da medicina do mundo.
Sudhoff lecionou por anos na Universidade de Leipzig, onde fundou o Instituto de História da Medicina (Institut für Geschichte der Medizin) e exerceu forte controle sobre a direção da história médica alemã. Ele também fundou o periódico Archiv für Geschichte der Medizin, mais tarde renomeado Sudhoffs Archiv, e a série de monografias Studien zur Geschichte der Medizin . Como pesquisador, ele tinha reputação de força na pesquisa arquivística e fez uma contribuição particular para o renascimento do interesse em Paracelso e Constantino, o Africano. Ele se aposentou em 1925 e foi sucedido em sua posição em Leipzig por Henry E. Sigerist.
Em 1933, Sudhoff juntou-se ao Partido Nacional-Socialista dos Trabalhadores Alemães, para grande consternação de muitos de seus pares, mantendo sua filiação pelo resto de sua vida. Após a saída de Sigerist em 1932 para a Universidade Johns Hopkins, Sudhoff novamente chefiou o Instituto em Leipzig antes de passar o cargo para Walter von Brunn em novembro de 1934.